# سنکووتسه
سنکووتسه (به لهستانی:  Synkowce) یک روستا در لهستان است که در گمینا نوو دوور واقع شده‌است.